# Granja (Penedono)
Granja ist ein Ort und eine ehemalige Gemeinde (Freguesia) im portugiesischen Kreis Penedono. Die Gemeinde hatte 148 Einwohner (Stand 30. Juni 2011).
Am 29. September 2013 wurden die Gemeinden Granja und Penedono zur neuen Gemeinde União das Freguesias de Penedono e Granja zusammengeschlossen.

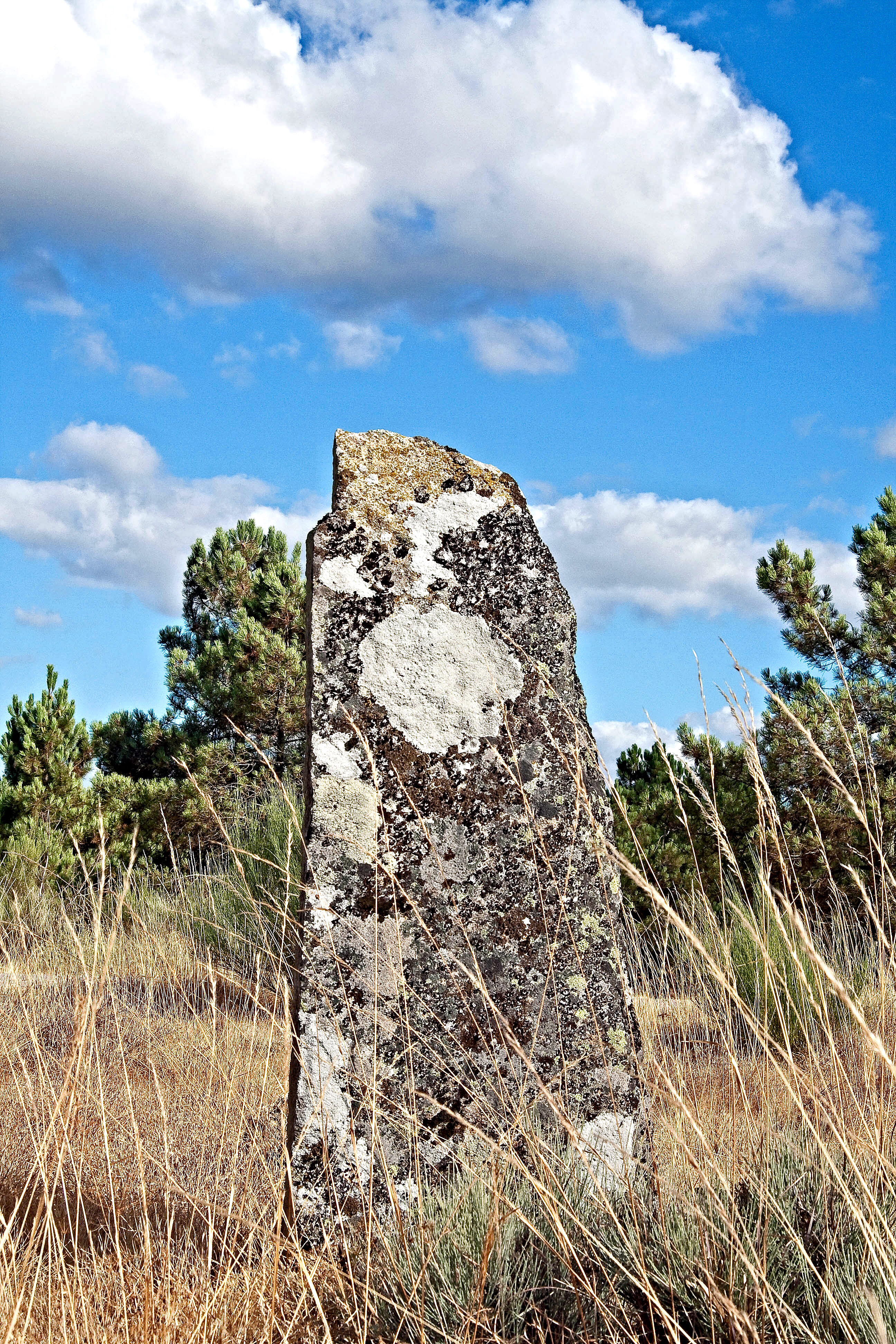
Der 1,92 m hohe Menhir steht südlich von Penedono